# Bai Modi Joof
Alhaji Bai Modi Joof (* 15. Dezember 1933 in Kuntaur; † 3. Juni 1993 in Serekunda-Latri Kunda) war ein Rechtsanwalt aus Gambia, der seinen Beruf ab Mitte der 1970er Jahre bis zu seinem Tod im Jahr 1993 ausübte. Auch als Alhaji B.M. Joof, B.M. Joof und Lawyer Joof bekannt, war er ein Mitglied der Rechtsanwaltskammer von Gambia sowie Barrister und Solicitor am gambischen Obersten Gerichtshof. Er wurde während der Amtszeit des Präsidenten Dawdaw Kairaba Jawara von Teilen der gambischen Presse als „Champion der Meinungsfreiheit“ bezeichnet. Er war Strafverteidiger und stammte aus der Wolof- und Serer-Hintergrund aufweisenden Familie Joof.

## Frühes Leben
Bai Modi wurde am 15. Dezember 1933 in Kuntaur als Sohn von Ebrima Joof und Aji Anna Samba geboren. Er war der jüngere Bruder von Alieu Ebrima Cham Joof, des gambischen Historikers, Politikers und Nationalisten während der Kolonialzeit des Landes. Bai Modi besuchte die römisch-katholische Schule in Banjul, bevor er seinen Grundschulabschluss machte und seine Ausbildung an der Gambia High School in Banjul (jetzt Gambia Senior Secondary School) fortsetzte. In Gambia war Bai Modi in verschiedenen Berufen tätig, insbesondere im Staatsdienst als Assessor in Steuerangelegenheiten. Er ging in den späten 1950er Jahren ins Vereinigte Königreich, um Jura zu studieren. Dort arbeitete er auch als Steuerbeamter für die Finanzbehörde Inland Revenue (heute HMRC). Nach dem Studium der Rechtswissenschaften an der University of London (Senate House) war er ab 26. November 1974 für die Arbeit im Gerichtswesen zugelassen und Mitglied des Honorable Society of Lincoln’s Inn. Im folgenden Jahr (1975), verließ Bai Modi mit seiner Familie das Vereinigte Königreich und kehrte nach Gambia zurück, wo er in 5 Wellington Street in Banjul die Kanzlei Gal N'Goneh Fambai's Chambers gründete. Seine am Fluss gelegene Kanzlei musste um 1990/1991 ins Gebäude 2 Hagan Street verlegt werden, neben dem Gebäude der Zeitung The Point an Nummer 1A, und blieb dort bis zu Bai Modis Tod.

## Juristische Karriere
Als Experte für Internationales und Englisches Recht reiste Bai Modi während seiner juristischen Karriere oft nach Europa, um seine Mandanten zu vertreten. In Gambia war er einer der führenden Anwälte seiner Generation. Er erzielte insbesondere öffentliche Bekanntheit, als er 1984 den Herausgeber der Zeitung The Nation vertrat, der während der Amtszeit von Präsident Dawada Kairaba Jawara der Volksverhetzung angeklagt wurde. Der Doyen der gambischen Presse William Dixon Colley, ein enger Freund und Inhaber der Zeitung The Nation sowie Mitbegründer und amtierender Generaldirektor der Gambia Press Union (GPU), forderte die juristischen Dienste Bai Modi Joofs. Bai Modi vertrat den Herausgeber und gewann den Fall, alle Anschuldigungen wurden fallen gelassen. Von diesem Jahr an betrauten ihn William Dixon Colley und seine Kollegen an der GPU, die von Bai Modis Auftritten vor gambischen Gerichten und im Ausland beeindruckt waren, mit der Funktion des Rechtsberaters der GPU, die er mehrere Jahre lang innehatte. Während seiner juristischen Karriere spielte Bai Modi laut Beobachtern eine entscheidende Rolle dabei, die Differenzen zwischen der gambischen politischen Elite und der GPU zu verringern. Seine Auftritte vor Gericht führten zu einer „herzlichen Beziehung zwischen der Gambia Press Union und der Regierung“ sowie „zwischen ihm und seinen Kollegen“.

## Tod und Vermächtnis
Bai Modi Joof starb am 3. Juni 1993 in seinem Haus in Latri Kunda, einem Vorort von Serekunda. Während seiner juristischen Laufbahn besaß Bai Modi einen guten Ruf bei der gambischen Presse als Vorkämpfer und Verteidiger der freien Meinungsäußerung und der Pressefreiheit. Nach der Überlieferung in Gambia vertrat er alle sozialen Schichten, von der gambischen Oberschicht bis zu den Ärmsten des Landes. Nach seinem Tod widmete ihm sein älterer Bruder Alieu Ebrima Cham Joof sein Buch Gambia, Land of our heritage. Der Tod von Bai Modi im Jahr 1993 fiel mit dem Ruhestand William Dixon Colleys zusammen, der sich vom professionellen Journalismus zurückzog. In Würdigung Bai Modis bemerkte William Dixon Colley anlässlich dessen Todes:

„Die Bereitschaft in bedrückenden Zeiten zu helfen, trotz der ihm aufgebürdeten schweren Last, und seine Wertschätzung für alle, unabhängig von Klasse oder ethnischem Hintergrund – das war sein Beitrag für das Ziel von Demokratie in unserer Gesellschaft. In diesem kurzen Tribut vonseiten der Presse verdient Bai Modi einen Platz unter den ritterlichen Stützen der Humanität von Mensch zu Mensch.“